# EToro
eToro este o companie israeliană multinațională de tranzacționare și de investiții cu mai multe active, se concentrează pe oferirea de servicii financiare și de CopyTrading. Are sedii sociale în Cipru, Israel, Regatul Unit, Statele Unite, Australia, Germania și Emiratele Arabe Unite.
La începutul anului 2025, compania a depus o cerere de listare la Nasdaq și a fost listată la bursă pe 14 mai.
În ianuarie 2025, evaluarea companiei era de 5,64 miliarde de dolari.
În primul trimestru al anului 2025, eToro avea 40 de milioane de utilizatori înregistrați și peste 3,61 milioane de conturi finanțate.

## Istorie
eToro a fost înființată sub numele de RetailFX în 2007 în Tel Aviv de către frații Yoni Assia și Ronen Assia împreună cu David Ring.
În 2010, eToro a lansat platforma de investiții sociale eToro OpenBook, împreună cu funcția "CopyTrading". Platforma de tranzacționare eToro permite investitorilor să vizualizeze, să urmărească și să copieze automat principalii traderi ai rețelei. Ulterior și un program pentru investitorii populari precum și un flux de știri pe rețelele sociale eToro. Mai târziu în acel an, eToro a lansat prima aplicație Android astfel încât investitorii să poată cumpăra și vinde instrumente financiare prin intermediul dispozitivelor mobile.
Între 2007 și 2013, compania a strâns 31,5 milioane de dolari în patru runde de finanțare. În decembrie 2014, eToro a strâns 27 de milioane de dolari de la investitorii ruși și chinezi. În decembrie 2017, eToro și CoinDash au devenit parteneri pentru a dezvolta tranzacționarea socială bazată pe Blockchain. În 2018, eToro a strâns încă 100 de milioane de dolari într-o rundă de finanțare privată.
În total, au fost investiți peste 222 milioane dolari în eToro de către firmele de investiții, cum ar fi CommerzVentures, Spark Capital, SBI Holdings, banca chineză Ping An Insurance, firma financiară de stat rusă Sberbank, Korea Investment Partners, BRM Group axat pe tehnologie și China Minsheng Financial Holdings, conform declarațiilor companiei. Alți investitori sunt Eli și Nir Barkat, Alona Barkat, Chemi Peres și fondul Pitango VC, Digital Currency Group, Softbank, Betsy Z. Cohen, Eddy Shalev și Genesis Partners, Avner Stepak (Meitav Dash Investment House), Bracket Capital.
În 2013, eToro a introdus posibilitatea de a investi în acțiuni și CFD-uri, alături de mărfuri și valute, cu o ofertă inițială de 110 produse în acțiuni, care ulterior a crescut la 2705 de produse. În același an, platforma eToro a fost autorizată să ofere serviciile sale în Marea Britanie de către organele de reglementare FCA, în cadrul filialei eToro UK. În ianuarie 2014, eToro a adăugat bitcoin la instrumentele sale de investiție înainte de a adăuga încă nouă criptomonede în 2017.
În aprilie 2014, eToro a adăugat 130 de acțiuni britanice și germane care compun indicele FTSE 100 și indicii DAX30 la selectarea acțiunilor companiei.
În 2017, eToro a lansat funcția CopyPortfolio care permite investitorilor să copieze portofolii de investiții de la cei mai performanți traderi. Funcția utilizează parțial învățarea automată.
În 2018, eToro a lansat un portofel de criptomonede pentru Android și iOS. În mai 2018, eToro a intrat pe piața din Statele Unite ale Americii, oferind 10 criptomonede: Bitcoin, Ethereum, Litecoin, XRP, Dash, Bitcoin Cash, Stellar, Ethereum Classic, NEO și EOS.
În noiembrie 2018, eToro a anunțat lansarea GoodDollar, un proiect comunitar non-profit, de tip open-source, menit să reducă inegalitatea capitalului global prin venitul de bază necondiționat (VBN), folosind tehnologia DeFi pe blockchain. În septembrie 2021, eToro a majorat participația sa în GoodDollar de la 58.000 de dolari la 1 milion de dolari.
În martie 2019, eToro a achiziționat compania daneză de blockchain Firmo pentru o sumă confidențială. În aprilie 2019, eToro a adăugat opt monede stabile la serviciul de schimb de criptomonede eToroX.
În septembrie 2019, eToro a prezentat Lira, un nou limbaj de programare de tip open-source pentru contracte financiare. În octombrie 2019, eToro a lansat un portofoliu criptografic bazat pe sentiment, folosind tehnologia AI pentru a evalua impresiile pozitive sau negative actuale de pe platforma Twitter asupra acțiunilor digitale. În noiembrie 2019, eToro a achiziționat Delta, o companie de aplicații de urmărire a portofoliului criptomonedelor, cu sediul în Belgia.
În 2020, compania a achiziționat Marq Millions, divizia de e-money din Marea Britanie, ce a fost redenumită ulterior eToro Money. Compania a obținut, de asemenea, calitatea de membru principal al VISA și o licență pentru instituția de monedă electronică (EMI) de la Autoritatea de Conduită Financiară. În decembrie 2021, compania a lansat cardul de debit eToro Money pentru rezidenții Regatului Unit, ce include emiterea unui card de debit VISA pentru utilizatori.
În martie 2021, eToro a anunțat că intenționează să devină o companie publică printr-o fuziune SPAC în valoare de 10,4 miliarde de dolari.

## Operațiuni
Birourile principale ale companiei eToro sunt situate în Limassol, Cipru, Londra, Marea Britanie și Tel Aviv, Israel, împreună cu birourile regionale în Sydney, Australia, Hoboken, New Jersey, Hong Kong și Beijing, China.
eToro este reglementat de autoritatea CySEC din UE. Este autorizat de FCA în Marea Britanie, de FinCEN în Statele Unite și de ASIC în Australia.
Compania a raportat că operează în 140 de țări. În martie 2022, eToro avea 27 de milioane de utilizatori și 2,4 milioane de conturi finanțate.

## Marketing și extindere
În august 2018, eToro a anunțat un acord de sponsorizare cu șapte echipe britanice din Premier League, inclusiv Tottenham Hotspur FC, Brighton & Hove Albion FC, Cardiff City FC, Crystal Palace FC, Leicester City FC, Newcastle United FC și Southampton FC. Parteneriatul a continuat și în anul Premier League 2019-2020 cu Aston Villa FC și Everton FC alăturându-se Southampton F.C., Tottenham Hotspur F.C., Crystal Palace F.C. și Leicester City F.C.
În 2018, a apărut știrea că actorul din Game of Thrones, Kristian Nairn, va apărea în campania publicitară pentru eToro. A fost lansat în octombrie 2018 pe Youtube și a apărut în meme-ul de pe internet „HOD L”.
În 2019, a avut acorduri de sponsorizare cu echipa americană KTM a celor de la MotoGP, Ultimate Fighting Championship, tenismenul francez Gael Monfils și clubul de fotbal german Eintracht Frankfurt. În 2020, a lansat alte douăsprezece noi contracte de sponsorizare cu cluburi sportive din Marea Britanie, Germania, Franța și Danmarca, inclusiv West Bromwich Albion, Burnley, FC Augsburg, 1. FC Köln, Hamburger SV (Bundesliga 2), Union Berlin, VfL Wolfsburg, AS Monaco și FC Midtjylland. În octombrie 2020, Rugby Australia a anunțat că eToro va fi partenerul oficial pentru seria de rugby Tri Nations 2020, ulterior extinzând parteneriatul pentru încă 3 ani.

### In Statele Unite
În martie 2019, eToro a lansat platforma de tranzacționare a criptomonedelor și portofelul independent de criptomonede pentru utilizatorii americani. În prezent, oferă 14 criptomonede în 32 de state. Conform Techcrunch, strategia de lansare a fost înrădăcinată „în credința companiei în oportunitatea imensă de piață care există odată cu tokenizarea acțiunilor”.